# Olympische Sommerspiele 1980/Reiten
Bei den XXII. Olympischen Sommerspielen 1980 in Moskau wurden im Reiten wie schon 1976 insgesamt sechs Wettbewerbe ausgetragen.
Wie kaum eine andere Sportart litten diese unter dem Boykott der Topnationen, da hier neben den gänzlich fehlenden Sportlern aus der Bundesrepublik Deutschland und den USA auch Sportler aus anderen Ländern wie Großbritannien, Frankreich und auch aus der neutralen Schweiz auf eine Teilnahme verzichteten. Nur aus elf Nationen waren Reiter in Moskau am Start.
Als Ersatzwettbewerbe für die boykottierenden Nationen und Sportler wurden an drei aufeinanderfolgenden Wochenenden im August 1980 die sogenannten Internationalen Festivals ausgerichtet.

## Austragungsstätten
Ausgerichtet wurden die Wettbewerbe der Reiter im Süden Moskaus, im Reitsportkomplex im Bitza-Park. Der Pferdesportkomplex der Gewerkschaften umfasst neben den Ställen, Unterkünften und Trainingsplätzen ein Spring- und ein Dressurstadion, eine Reithalle und eine Rennbahn für die Military-Wettbewerbe.
Die Reitanlage wurde für die Olympischen Sommerspiele neu errichtet. Auch nach den Olympischen Spielen dient die Anlage dient weiterhin dem Pferdesport, auch werden hier regelmäßig internationale Reitturniere durchgeführt.
Das Springstadion umfasst eine Reitbahn von 150 mal 100 Meter, es wurde auf Rasen geritten. Umgeben ist es von Tribünen mit 12.000 Sitzplätzen. Das Dressurstadion bot während der Spiele 2000 Zuschauern Platz, umrahmt von Rasenflächen befand sich in ihm ein Dressurviereck im Maße von 20 mal 60 Metern. Die Cross-Coutry-Phase des Geländeritts der Military fand im Bitza-Park statt.
Das Abschlussspringen um die Einzelwertung der Springreiter wurde im Lenin-Zentralstadion ausgetragen.

## Dressur
Die Wettbewerbe der Dressur waren wohl am härtesten vom Boykott betroffen. Im Rahmen des CHIO Aachen 1980 trafen sich die dort vertretenen Dressurreiter, -richter und -trainer und vertraten nach Diskussion einstimmig die Meinung, dass eine Teilnahme in Moskau unter den gegebenen Umständen nicht in Betracht käme. Neben den Athleten aus den Ostblockstaaten nahmen nur die 24-jährige Elisabeth Theurer (Europameisterin 1979) und die ebenfalls am Beginn ihrer internationalen Karriere stehende Finnin Kyra Kyrklund an den Wettbewerben teil.

### Mannschaft
31. Juli

Die Sowjetunion zählte in den 1970er und 1980er Jahren zu den führenden Nationen im Dressurreiten, stand jedoch aufgrund des Boykotts ohne ernsthafte Konkurrenten in der Mannschaftswertung dar. Um überhaupt eine Mannschaftswertung durchführen zu können, entsandten Bulgarien, Rumänien und Polen jeweils drei Reiter, von denen die meisten jedoch den geforderten Aufgaben nicht gewachsen waren. Diese Reiter waren zwar bereits in Dressuren der schweren Klasse gestartet, jedoch nicht auf Grand-Prix-Niveau. Dies führte dazu, dass statt Passagieren Trab und statt Piaffen bloßes Halten gezeigt wurden.

„Um das Niveau zu verdeutlichen, dem wir in Moskau gegenüberstanden: In meinen Gesamtnoten habe ich bei acht von 14 Startern einen Durchschnitt von unter 4 vergeben!“

| Platz | Land        | Reiter und Pferde                                                                                | Punkte |
| ----- | ----------- | ------------------------------------------------------------------------------------------------ | ------ |
| 1     | Sowjetunion | Jurij Kowschow auf „Igrok“ Wira Missewytsch auf „Plot“ Wiktor Ugrjumow auf „Shkwal“              | 4383   |
| 2     | Bulgarien   | Petar Mandadschiew auf „Stschibor“ Swetoslaw Iwanow auf „Aleko“ Georgi Gadschew auf „Wnimatelen“ | 3580   |
| 3     | Rumänien    | Anghelache Donescu auf „Dor“ Petre Roşca auf „Derbist“ Dumitru Velicu auf „Decebal“              | 3346   |

### Einzel
31. Juli bis 1. August

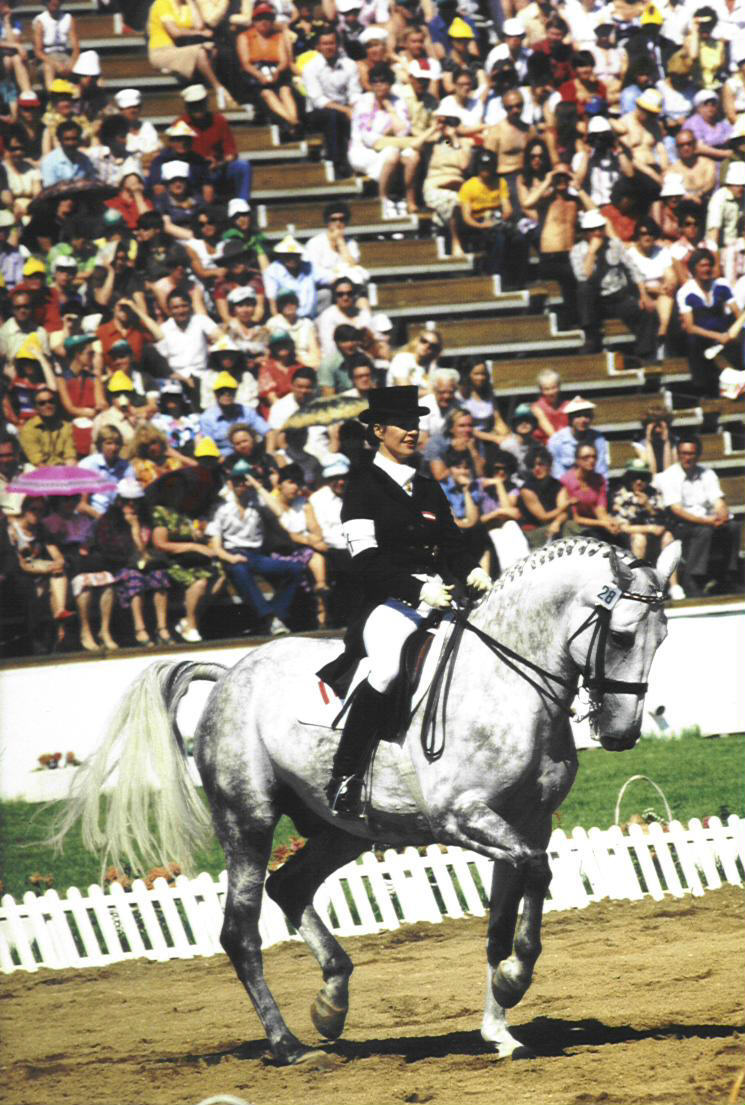
Elisabeth Theurer mit Mon Cherie bei den Olympischen Sommerspielen 1980

12 der 14 Reiter des Grand Prix de Dressage qualifizierten sich für den Grand Prix Spécial, in dessen Rahmen die Einzelwertung ermittelt wurde. Elisabeth Theurer gewann die Prüfung mit Mon Chérie ungefährdet. Im höheren Notenbereich konnten sich die sowjetischen Reiter auf den Plätzen zwei bis vier einreihen. Es folgte mit Abstand Kyra Kyrklund, alle weiteren Reiter blieben mit ihrem Ergebnis unter 1000 Punkten.
| Platz | Land | Reiter und Pferd               | Punkte |
| ----- | ---- | ------------------------------ | ------ |
| 1     | AUT  | Elisabeth Theurer „Mon Cherie“ | 1370   |
| 2     | URS  | Jurij Kowschow auf „Igrok“     | 1300   |
| 3     | URS  | Wiktor Ugrjumow auf „Shkwal“   | 1234   |
| 4     | URS  | Wira Missewytsch auf „Plot“    | 1231   |
| 5     | FIN  | Kyra Kyrklund auf „Piccolo“    | 1121   |

## Springreiten
Auch bei den Springreitern waren die Auswirkungen des Boykotts deutlich spürbar: Neben den Staaten des Ostblocks stellte nur Mexiko eine Mannschaft. Keine dieser Equipen gehörte zu diesem Zeitpunkt zu den besten zehn Mannschaften der Welt im Springreiten. Zwei Einzelreiter aus Finnland und Guatemala vervollständigten das Teilnehmerfeld von 26 Reitern.

### Mannschaft
29. Juli

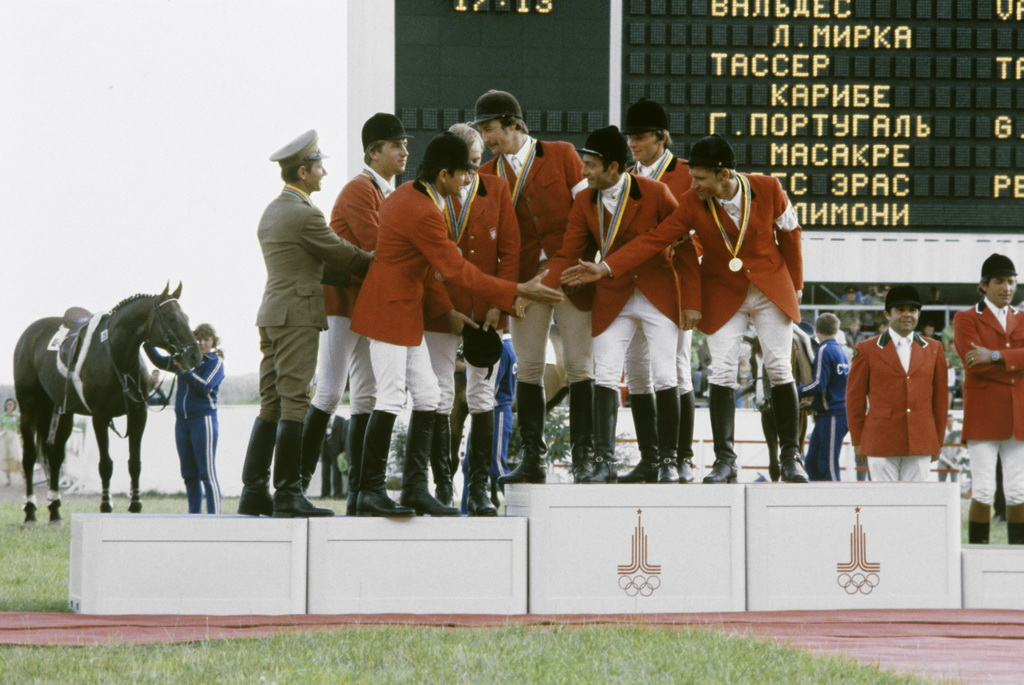
Olympische Sommerspiele 1980: Siegerehrung der Mannschaftswertung Springreiten (links die polnische, mittig die sowjetische Mannschaft)

Viel Kritik erregte der Nationenpreis im Springreiten, wo zahlreiche Reiter unerfahrener Nationen in dem aufgefüllten Teilnehmerfeld sich überfordert zeigten und Dutzende von Fehlerpunkten verzeichneten. So kamen die viert- bis sechstplatzierten Mannschaften auf Ergebnisse von 124 bis 159,50 Strafpunkte. Das extremste Resultat verzeichnete Andras Balogi, der im ersten Umlauf mit 73,75 Strafpunkten das Streichergebnis der Ungarn stellte.
| Platz | Land        | Reiter und Pferde | Strafpunkte |
| ----- | ----------- | --- | ----------- |
| 1     | Sowjetunion | Wiktor Asmajew auf „Reys“ Nikolai Korolkow auf „Espadron“ Wyktor Pohanowskyj auf „Topkij“ Wjatscheslaw Tschukanow auf „Gepatit“              | 16,00       |
| 2     | Polen       | Janusz Bobik auf „Szampan“ Wiesław Hartman auf „Norton“ Jan Kowalczyk auf „Artemor“ Marian Kozicki auf „Bremen“                              | 32,00       |
| 3     | Mexiko      | Jesús Gómez Portugal auf „Massacre“ Joaquín Pérez auf „Alymony“ Gerardo Tazzer Valencia auf „Caribe“ Alberto Valdés Lacarra auf „Lady Mirka“ | 39,25       |

### Einzel
3. August

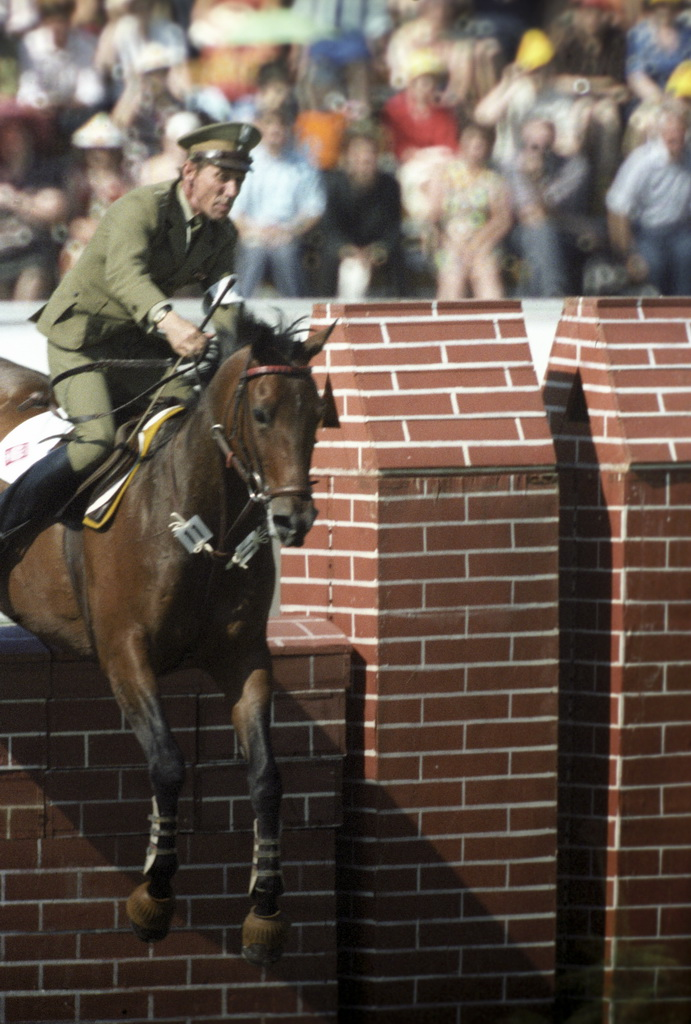
Jan Kowalczyk mit Artemor bei den Olympischen Sommerspielen 1980

Im Einzelspringen am Schlusstag der Olympischen Spiele mussten die 16 verbliebenen Reiter mit ihren Pferden nochmals zwei Umläufe überwinden. Sechs Startern gelang es, 16 oder weniger Strafpunkte sammeln. 12 Strafpunkte lautete das Ergebnis für den Mexikaner Perez de las Heras und den Guatemalteken Mendez Herbruger, die damit nach zwei Umläufen gleichauf auf den dritten Platz rangierten. Das Regelwerk sah für diesen Fall ein Stechen um die Bronzemedaille vor. Im Stechparcours kassierten beide vier Strafpunkte, Joaquín Perez de las Heras war jedoch um Bruchteile einer Sekunde schneller im Ziel.
| Platz | Land | Reiter und Pferd                     | Strafpunkte | Strafpunkte | Strafpunkte | Strafpunkte       |
| Platz | Land | Reiter und Pferd                     | 1. Umlauf   | 2. Umlauf   | Gesamt      | Stechen           |
| ----- | ---- | ------------------------------------ | ----------- | ----------- | ----------- | ----------------- |
| 1     | POL  | Jan Kowalczyk auf „Artemor“          | 4,00        | 4,00        | 8,00        |                   |
| 2     | URS  | Nikolai Korolkow auf „Espadron“      | 4,00        | 5,50        | 9,50        |                   |
| 3     | MEX  | Joaquín Pérez auf „Alymony“          | 8,00        | 4,00        | 12,00       | 4,00 (in 43,23 s) |
| 4     | GUA  | Oswaldo Mendez Herbruger auf „Pampa“ | 8,00        | 4,00        | 12,00       | 4,00 (in 43,59 s) |
| 5     | URS  | Wyktor Pohanowskyj auf „Topkij“      | 4,00        | 11,50       | 15,50       |                   |
| 6     | POL  | Wiesław Hartman auf „Norton“         | 4,00        | 12,00       | 16,00       |                   |

## Vielseitigkeit
28 Reiter aus sechs Nationen traten bei der Military an. Einzel- und Mannschaftswertung wurden in einem Wettbewerb ermittelt.
Am Geländetag waren gut 29 Kilometer zurückzulegen, 12.100 Meter hiervon entfielen auf Cross-Courty-Phase. Der Boden der Cross-Courty-Strecke durch den Bitza-Park war tief und schlammig, die Hindernisse waren jedoch einladend gebaut. Insgesamt waren die Anforderungen der Kurse gegenüber den Spielen von 1976 deutlich reduziert worden. Acht Reiter schieden im Cross Courty aus, drei weitere gaben hier auf oder gingen im Springen nicht mehr an den Start.

### Mannschaft

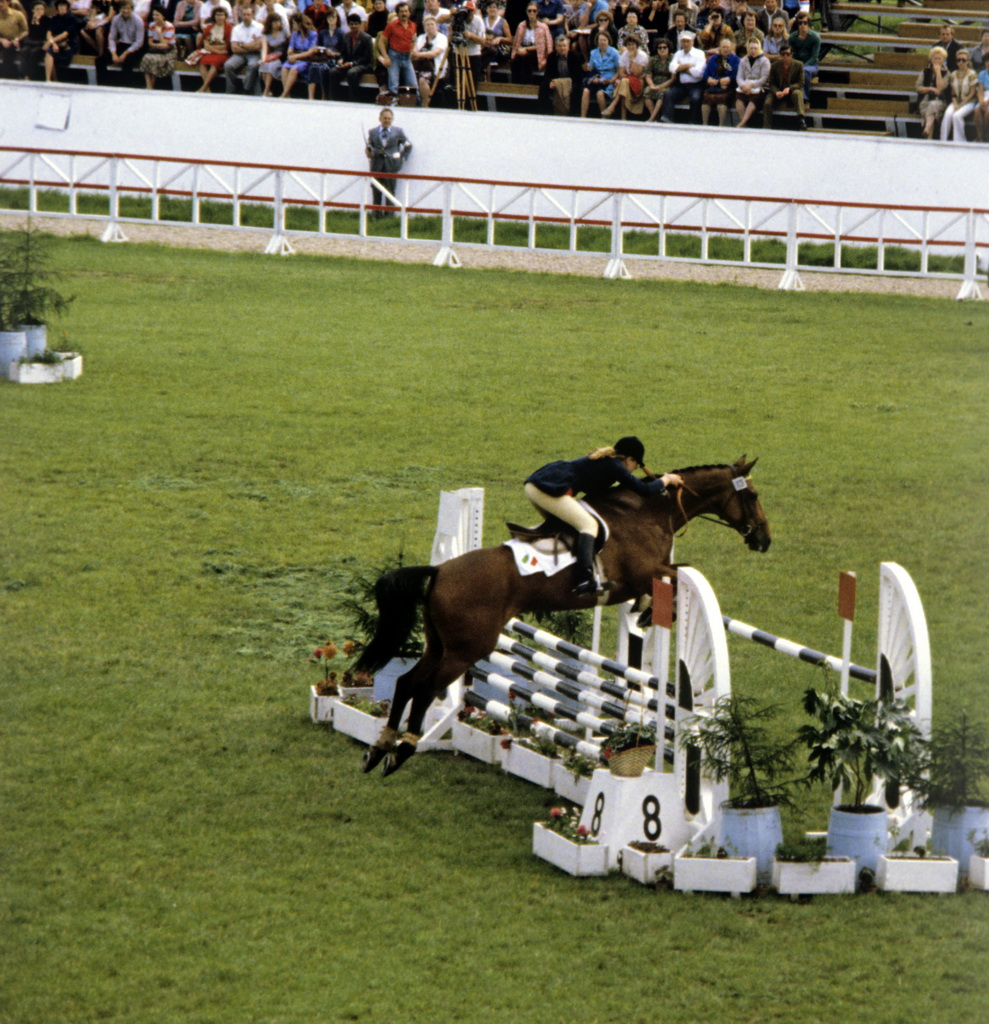
Anna Casagrande, Mitglied der Military-Mannschaft Italiens, mit Daleye beim abschließenden Springen

Trotz des Fehlens der in der Military dominierenden Nationen (insbesondere Großbritanniens) kamen sieben Nationen für die Mannschaftswertung zusammen. Drei hiervon beendeten die Prüfung mit weniger als drei Reitern. Indien, erstmals überhaupt bei einer olympischen Military am Start, musste das Ausscheiden aller seiner vier Reitern im Gelände hinnehmen.
| Platz | Land        | Reiter und Pferde | Minuspunkte |
| ----- | ----------- | --- | ----------- |
| 1     | Sowjetunion | Alexander Blinow auf Galzun Sergei Rogoschin auf „Gelespont“ Juri Salnikow auf „Pinzet“ Waleri Wolkow auf „Tschketi“                | 457,00      |
| 2     | Italien     | Anna Casagrande auf „Daleye“ Mauro Roman auf „Dourakine 4“ Federico Roman auf „Rossinan“ Marina Sciocchetti auf „Rohan de Lechereo“ | 656,20      |
| 3     | Mexiko      | David Bárcena auf „Bombona“ Manuel Mendívil auf „Remember“ José Luis Pérez Soto auf „Quelite“ Fabián Vázquez auf „Cocaleco“         | 1172,85     |

### Einzel
Zwei Reiter, die vier Jahre zuvor zu den zehn besten Reitern der Einzelwertung der Olympischen Spiele in Montreal/Bromont gehören, waren auch in Moskau am Start. Federico Roman, 1976 Neunter, gewann mit 12,2 Minuspunkten Vorsprung die Goldmedaille. Juri Salnikow, der 1976 auf Rang acht gekommen war, sicherte sich bei den Spielen von Moskau die Einzel-Bronzemedaille. Keine Hindernisfehler in der Cross Courty bekamen außer Roman nur Silbermedaillengewinner Blinow sowie Zwetan Dontschew, der aufgrund vieler Zeitfehler jedoch nur auf Rang fünf kam.
| Platz | Land | Reiter und Pferd                | Minuspunkte | Minuspunkte | Minuspunkte  | Minuspunkte | Minuspunkte |
| Platz | Land | Reiter und Pferd                | Dressur     | Rennbahn    | Cross Courty | Springen    | Gesamt      |
| ----- | ---- | ------------------------------- | ----------- | ----------- | ------------ | ----------- | ----------- |
| 1     | ITA  | Federico Roman auf „Rossinan“   | 54,4        | 0,0         | 49,2         | 5,0         | 108,6       |
| 2     | URS  | Alexander Blinow auf „Galzun“   | 64,4        | 2,4         | 54,0         | 0,0         | 120,8       |
| 3     | URS  | Juri Salnikow auf „Pinzet“      | 53,0        | 1,6         | 92,0         | 5,0         | 151,6       |
| 4     | URS  | Waleri Wolkow auf „Tschketi“    | 54,0        | 4,0         | 121,6        | 5,0         | 184,6       |
| 5     | BUL  | Zwetan Dontschew auf „Medisson“ | 66,4        | 0,0         | 114,4        | 5,0         | 185,8       |
| 6     | POL  | Mirosław Szłapka auf „Eriwan“   | 52,4        | 1,6         | 182,8        | 5,0         | 241,8       |
| 7     | ITA  | Anna Casagrande auf „Daleye“    | 61,2        | 0,0         | 190,0        | 15,0        | 266,2       |
| 8     | ITA  | Mauro Roman auf „Dourakine“     | 63,4        | 0,0         | 218,0        | 0,0         | 281,4       |